# ГЕС Туанпо
ГЕС Туанпо (团坡水电站) — гідроелектростанція на півдні Китаю у провінції Ґуйчжоу. Знаходячись перед ГЕС Shàngjiānpō, входить до складу каскаду на річці Mengjiang, лівій притоці Hongshui (разом з Qian, Xun та Сі утворює основну течію річкової системи Сіцзян, котра завершується в затоці Південнокитайського моря між Гуанчжоу та Гонконгом).
У межах проєкту річку перекрили бетонною гравітаційною греблею заввишки 40 метрів, яка утримує невелике водосховище з об'ємом 523 тис. м3 (корисний об'єм 68 тис. м3) та припустимим коливанням рівня поверхні в операційному режимі позначками 803 та 805 метрів НРМ (під час повені рівень може зростати до 814,8 метра НРМ).
Зі сховища через правобережний гірський масив прокладено дериваційний тунель довжиною 3,8 км, котрий подає ресурс до наземного машинного залу. Тут встановлено три турбіни — дві потужністю по 32 МВт та одна з показником у 16 МВт, які виробляють 330 млн кВт·год електроенергії на рік.